# Second messager
Les seconds messagers (parfois dits à tort messagers secondaires - ils n'ont rien de secondaires!) sont des molécules permettant la transduction d'un signal provenant de l'extérieur d'une cellule, vers l'intérieur ou la surface de celle-ci.

Généralement un premier messager, ou ligand (par exemple un neuromédiateur ou certaines hormones comme l'insuline), se lie à un récepteur membranaire. Cette liaison (ou fixation), qui est généralement transitoire, est à l'origine de la mobilisation d'un second messager dans le cytoplasme ou dans la membrane plasmique, ce qui entraîne une cascade de réactions résultant en une amplification du signal transmis et débouchant sur une réponse cellulaire (transcription de gène-cible, libération du contenu de vésicules d'exocytose, etc.)

## Définition de second messager
Le second messager doit présenter un certain nombre de propriétés pour être considéré comme tel:
1. Il doit présenter une élévation temporaire de sa concentration due à la présence du premier messager (le ligand)
2. Il doit précéder l'effet biologique
3. On doit pouvoir reproduire l'action du premier messager en augmentant expérimentalement la concentration du second messager

Le relais entre les deux messagers se fait via une protéine G

## Voies faisant intervenir l'AMPc

### L'action du glucagon
- Il y a fixation du glucagon ou adrénaline sur son récepteur spécifique de la cellule hépatique
- L'occupation du récepteur favorise le remplacement d'un GDP lié à la protéine G par un GTP ce qui active cette protéine (dans le cas présent Gs, G stimulatrice)
- La sous unité alpha, liée au GTP, se déplace vers l'adénylate cyclase (AC) et l'active
- L'adénylate cyclase (AC) catalyse la formation de l'AMPc à partir d'ATP
- L'AMPc active la protéine kinase AMPc dependante (PKA)
- Les PKA activent à leur tour des phosphorylases kinases
- Celles-ci vont elles-mêmes activer des Glycogènes phosphorylases kinases qui réduisent le glycogène en glucose-1-phosphate
- La phosphodiestérase de l'AMPc dégrade l'AMPc, arrêtant l'activation de la PKA

### Différentes actions des PKA
- Assemblage désassemblage des microtubules du cytoplasme
- Synthèse protéique dans le REG
- Synthèse d'ADN, d'ARN, différenciation dans le noyau
- Activation des glycogénes synthases : production de glycogènes
- Activation des triglycérides lipases : production de lipides

### Cas du récepteur beta adrénergique des cellules du tissu nodal du cœur
- La (nor)adrénaline se fixe sur le récepteur beta adrénergique
- Il y a clivage d'une protèine G qui active une AC (Adénylate Cyclase)
- Ceci entraine une augmentation de la concentration en AMPc qui se fixe sur un canal à Na+ et Ca2 +
- Ceci provoque à son tour l'ouverture du canal, entraînant la dépolarisation de la membrane de la cellule nodale avec pour conséquence l'accélération du rythme cardiaque.

## Voie des phosphatidyl-inositols
- L'hormone se lie au récepteur spécifique (par exemple le recepteur alpha 1 adrénergique)
- L'occupation du site provoque un échange GDP- GTP sur une protéine G
- La protéine G liée au GTP se déplace vers la phospholipase C (PLC), s'y lie et l'active
- La PLC activée scinde le PIP2 (phosphatidyl-inositol-4-5-biphosphate) en IP3 (inositol trisphosphate) et DAG (diacylglycérol)
- IP3 se lie à un récepteur spécifique sur le réticulum endoplasmique (RE) libérant les ions Ca2 + prisonniers dans le RE
- Le DAG et les ions Ca2 + activent la protéine kinase C (PKC)
- Le Ca2 + active la calmoduline
- Les PKC activées provoquent la phosphorylation de protéines cellulaires, ce qui est responsable de la réponse cellulaire

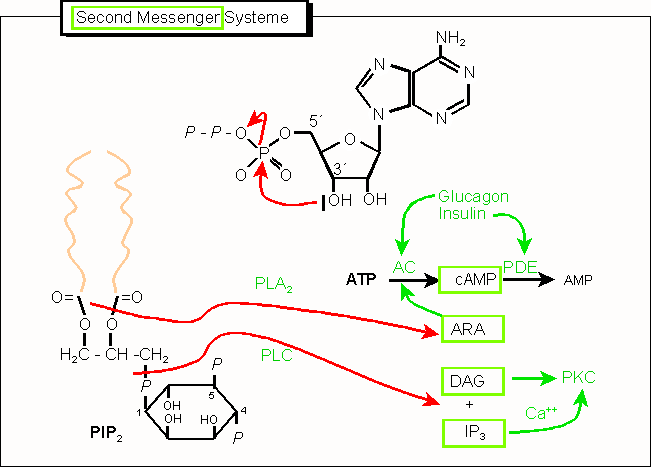
Messager secondaire (vert connexions encadrées), leur formation de diphosphate ATP et le phosphatidylinositol (à la fois simplifié) et certaines enzymes cibles. Aussi Ca^{2+} est souvent classé comme «second messager», mais c'est un pas dans la hiérarchie entre eux (ie n'est que par IP_{3} effets distribuées) ARA = arachidonique DAG = 1,2-diacylglycérols